# Speakeasy (film, 2002)
Speakeasy je americký dramatický film z roku 2002 o dvou mužích, kteří se po dopravní nehodě stanou přáteli. Film napsal a režíroval Brendan Murphy, pro kterého byl film jeho režijní debutem. Film je součástí Project Greenlight, dokumentární série o natáčení nezávislého filmu. 
Film byl natočen v Los Angeles a distribuován firmou Miramax.

## Obsazení
- David Strathairn jako Bruce Hickman
- Stacy Edwards jako Sophie Hickman
- Nicky Katt jako Frank Marnikov
- Lake Bellová jako Sara Marnikovová
- Arthur Hiller jako pan Prappas
- Christopher McDonald jako Dr. Addams
- Sarah Rafferty jako zdravotní sestra